# Liste der Wappen im Main-Taunus-Kreis
Diese Liste zeigt die Wappen der Städte und Gemeinden sowie Wappen von ehemals selbständigen Gemeinden und aufgelösten Landkreisen im Main-Taunus-Kreis in Hessen.
In dieser Liste werden die Wappen mit dem Gemeindelink angezeigt.

Wappen des Main-Taunus-Kreis
Lage des Main-Taunus-Kreises in Hessen
Lage des Main-Taunus-Kreises in Deutschland

## Wappen der Städte und Gemeinden
- Stadt
Bad Soden am Taunus[1]
- Stadt
Eppstein[2]
- Stadt
Eschborn[3]
- Stadt
Flörsheim am Main[4]
- Stadt
Hattersheim am Main[5]
- Stadt
Hochheim am Main[6]
- Kreisstadt
Hofheim am Taunus[7]
- Stadt
Kelkheim (Taunus)[8]
- Gemeinde
Kriftel[9]
- Gemeinde
Liederbach am Taunus[10]
- Stadt
Schwalbach am Taunus[11]
- Gemeinde
Sulzbach (Taunus)[12]

## Wappen ehemaliger Städte und Gemeinden

Stadt Bad Soden am Taunus
Ortsteil Altenhain[13]
Stadt Eppstein
Ortsteil Bremthal[14]
Stadt Hofheim am Taunus
Ortsteil Diedenbergen[15]
Stadt Hattersheim am Main Ortsteil Eddersheim[16]

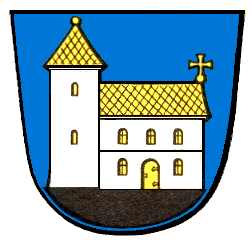
Stadt Bad Soden am Taunus Ortsteil Altenhain
Stadt Eppstein Ortsteil Ehlhalten[17]
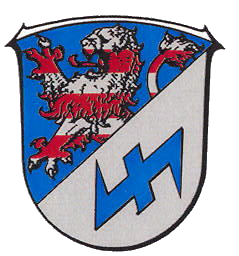
Stadt Kelkheim (Taunus) Ortsteil Eppenhain
Stadt Hattersheim am Main Ortsteil Eddersheim
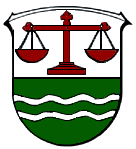
Stadt Kelkheim (Taunus) Ortsteil Fischbach
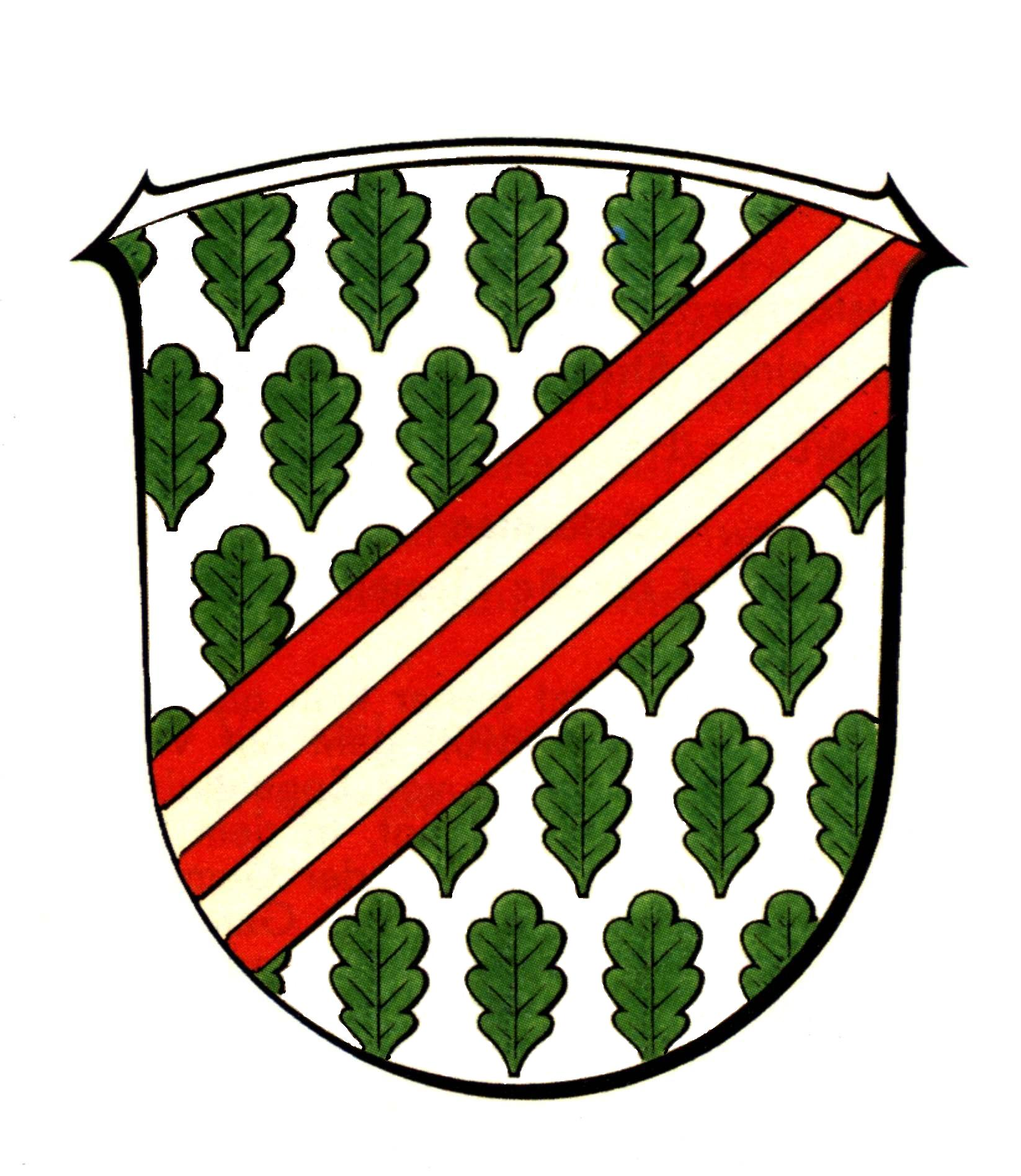
Stadt Kelkheim (Taunus) Ortsteil Hornau
Stadt Kelkheim (Taunus) Ortsteil Fischbach
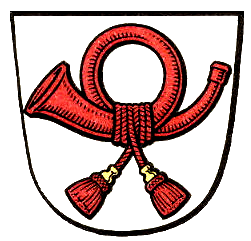
Stadt Kelkheim (Taunus) Ortsteil Hornau
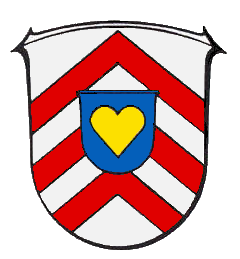
Stadt Hofheim am Taunus Ortsteil Langenhain
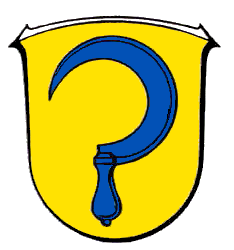
Stadt Hofheim am Taunus Ortsteil Lorsbach
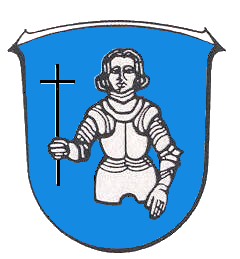
Stadt Hofheim am Taunus Ortsteil Marxheim
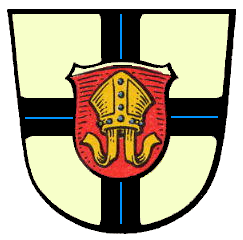
Stadt Hochheim am Main Ortsteil Massenheim
Stadt Kelkheim (Taunus) Ortsteil Münster
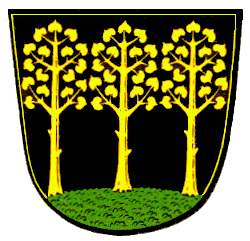
Stadt Bad Soden am Taunus Ortsteil Neuenhain
Stadt Eschborn Ortsteil Niederhöchstadt
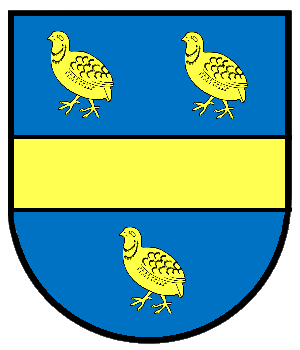
Gemeinde Liederbach am Taunus Ortsteil Niederhofheim
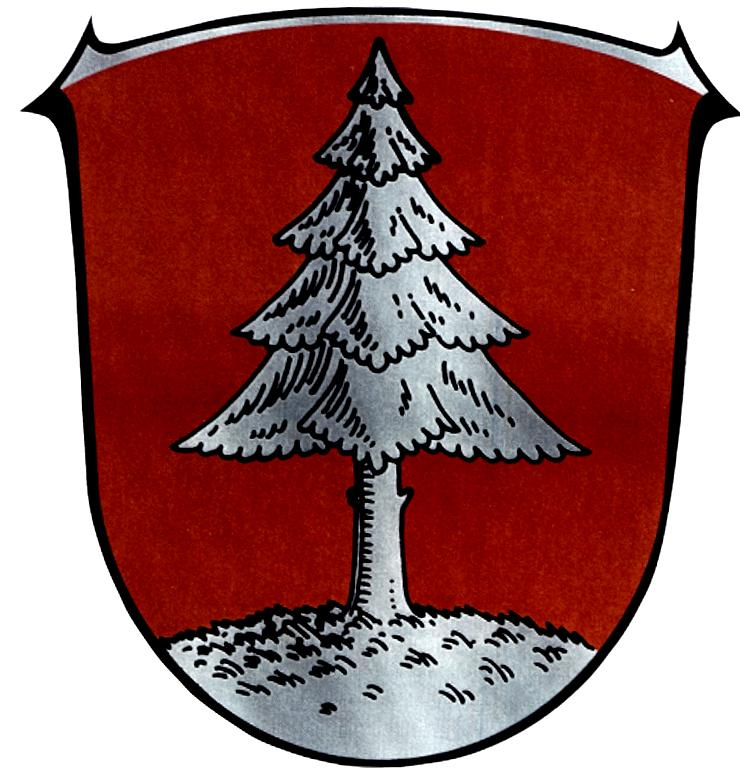
Stadt Eppstein Ortsteil Niederjosbach
Gemeinde Liederbach am Taunus Ortsteil Oberliederbach
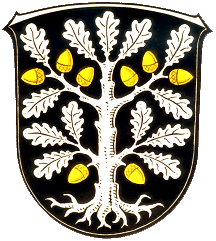
Stadt Hattersheim am Main Ortsteil Okriftel
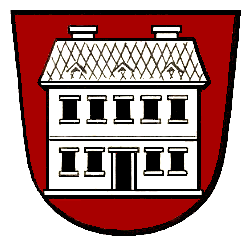
Stadt Eppstein Ortsteil Vockenhausen
Stadt Hofheim am Taunus Ortsteil Wallau
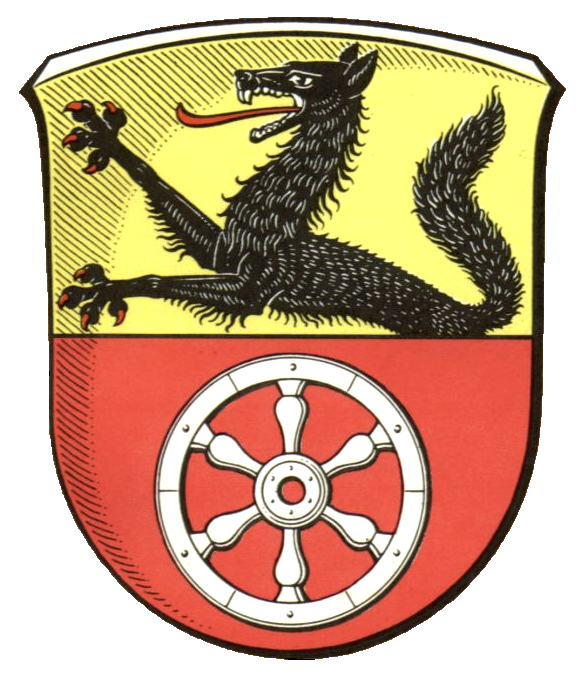
Stadt Flörsheim am Main Ortsteil Weilbach
Stadt Flörsheim am Main Ortsteil Wicker
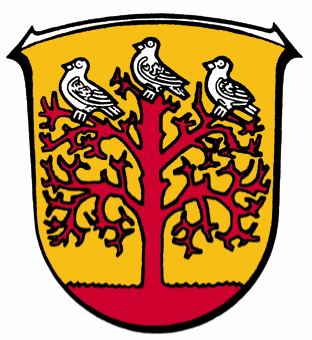
Stadt Hofheim am Taunus Ortsteil Wildsachsen
Stadt Hofheim am Taunus Ortsteil Langenhain
Stadt Hofheim am Taunus
Ortsteil Lorsbach
Stadt Hofheim am Taunus Ortsteil Marxheim
- Stadt Hochheim am Main
Ortsteil Massenheim
Stadt Kelkheim (Taunus) Ortsteil Münster
- Stadt Bad Soden am Taunus
Ortsteil Neuenhain
- Stadt Eschborn
Ortsteil Niederhöchstadt
Gemeinde Liederbach am Taunus Ortsteil Niederhofheim
- Stadt Eppstein
Ortsteil Niederjosbach
Gemeinde Liederbach am Taunus Ortsteil Oberliederbach
Stadt Hattersheim am Main
Gemeinde Sulzbach (Taunus)
Ortsteil Okriftel
- Stadt Eppstein
Ortsteil Vockenhausen
- Stadt Hofheim am Taunus
Ortsteil Wallau
- Stadt Flörsheim am Main
Ortsteil Weilbach
- Stadt Flörsheim am Main
Ortsteil Wicker
- Stadt Hofheim am Taunus
Ortsteil Wildsachsen

## Blasonierungen
1. ↑  Bad Soden am Taunus: „In Blau einen roten, golden bereiften Reichsapfel, bekrönt mit einem goldenen Kleeblattkreuz.“
2. ↑  Eppstein: „Im gespaltenen Schild vorne der linksgewendete, von Silber und Rot siebenmal geteilte hessische Löwe in Blau, hinten die drei roten eppsteinischen Sparren in Silber.“
3. ↑  Eschborn: „In Rot ein aus goldener Krone wachsender offener, gevierter silberner Adlerflug, in Feld 2 und 3 mit je vier blauen Eisenhüten paarweise untereinander belegt.“
4. ↑  Flörsheim am Main: „In Blau auf silbernen Wellen ein goldenes Schiff mit zwei silbernen Segeln und silbern-roter Beflaggung, das Hauptsegel mit drei schwarzen F, die Heckflagge mit Mainzer Rad.“
5. ↑  Hattersheim am Main: „Schild von Silber und Blau schräglinks geteilt, vorn ein wachsender roter Löwe, hinten eine silberne Lilie.“
6. ↑  Hochheim am Main: „Geviert durch ein blaues Kreuz von Silber und Rot; Feld 1 ein schwebendes rotes Tatzenkreuz, Feld 2 ein silberner Stern, Feld 3 ein gestürzter silberner Anker, Feld 4 ein schräglinks gestellter roter Karst.“
7. ↑  Hofheim am Taunus: „Geteilt und unten von Blau und Rot gespalten; oben in Schwarz der wachsende, golden nimbierte Heilige Petrus mit silbernem Ober- und blauem Untergewand, in der Rechten ein goldenes Buch, in der Linken ein goldener Schlüssel; unten vorne ein rot bewehrter goldener Löwe zwischen goldenen Schindeln, hinten ein sechsspeichiges silbernes Rad.“
8. ↑  Kelkheim (Taunus): „Im Rot und Silber gevierten Schild im ersten Feld ein silbernes Rad in Rot, im zweiten Feld ein rotes Horn in Silber und im dritten und vierten Feld ein Hufeisen von Rot und Silber in verwechselten Farben.“
9. ↑  Kriftel: „In geteiltem Schild oben ein blauer Wellenbalken in Gold, unten ein silbernes Rad in Rot.“
10. ↑  Liederbach am Taunus: „In golden-blau gespaltenem Schild ein gespaltenes liegendes Rechteck, darin zwei einander zugewendete Wachteln, alles in verwechselten Farben.“
11. ↑  Schwalbach am Taunus: „In Gold ein aufrechtstehender schwarzer Schwalbenschwanz, überhöht von einem roten Sporn.“
12. ↑  Sulzbach (Taunus): „In Rot ein goldener Sporn.“
13. ↑  Altenhain: „In Blau auf schwarzem Boden eine silberne Kapelle in Seitenansicht mit goldenem Dach, goldener Tür und goldenen Fenstern.“
14. ↑  Bremthal: „In geteiltem und oben gespaltenem Schild vorne in Rot ein silbernes Rad, hinten in Silber drei rote Sparren, unten in Blau auf rotem Boden zwei schräggekreuzte silberne Lindenzweige.“
15. ↑  Diedenbergen: „In von Blau und Silber schräglinks geteiltem Schild oben ein von Silber und Rot sechsmal geteilter wachsender Löwe, unten eine schräggestellte blaue Wolfsangel.“
16. ↑  Eddersheim: „In Silber ein blauer Ring, durchzogen von einer grünen Wolfsangel.“
17. ↑  Ehlhalten: „In geteiltem Schild oben in Silber eine rote Waage, unten in Grün zwei schmale silberne Wellenbalken.“
18. ↑  Eppenhain: „In mit grünen Eichenblättern bestreutem silbernem Feld ein roter Schräglinksbalken, belegt mit zwei silbernen Leisten.“
19. ↑  Fischbach: „Schild von Rot und Silber gespalten; vorne ein silberner Schrägbach mit zwei roten Fischen, hinten zwei rote Sparren.“